# Quilombo Beco do Caminho Curto
O Quilombo Beco do Caminho Curto é uma comunidade remanescente de quilombo certificada pela Fundação Cultural Palmares em 2019, está localizada na cidade de Joinville. A comunidade se encontra na zona rural de Pirabeiraba, e é relevante no contexto do desenvolvimento do patrimônio cultural, social e histórico para a cidade e região. Um dos problemas enfrentados pela comunidade é a falta de documentos referentes ao histórico da comunidade. A comunidade encontra-se em estado precário em relação ao atendimento dos serviços públicos básicos.